# Gorzyce (powiat przeworski)

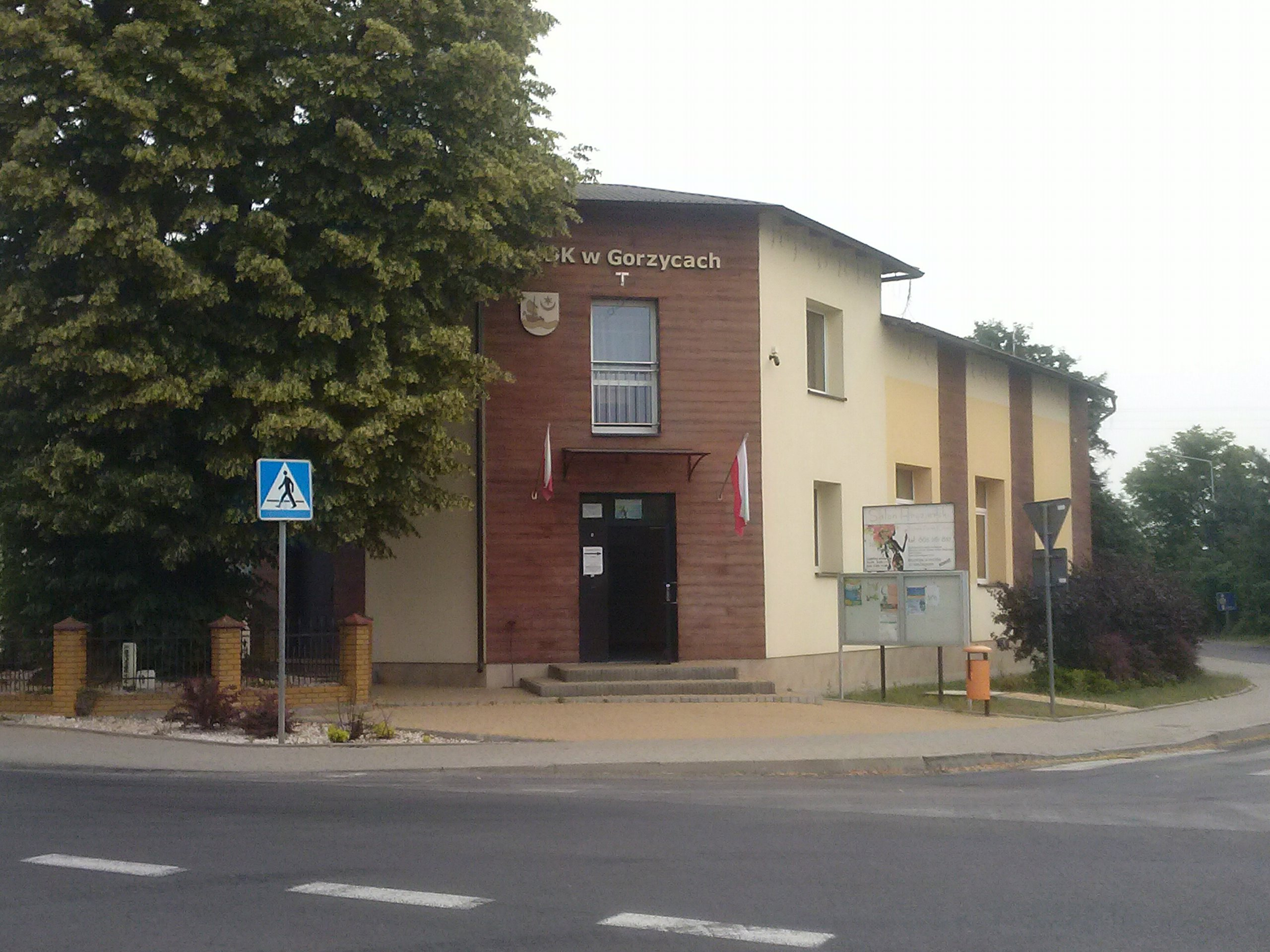
Wiejski Dom Kultury

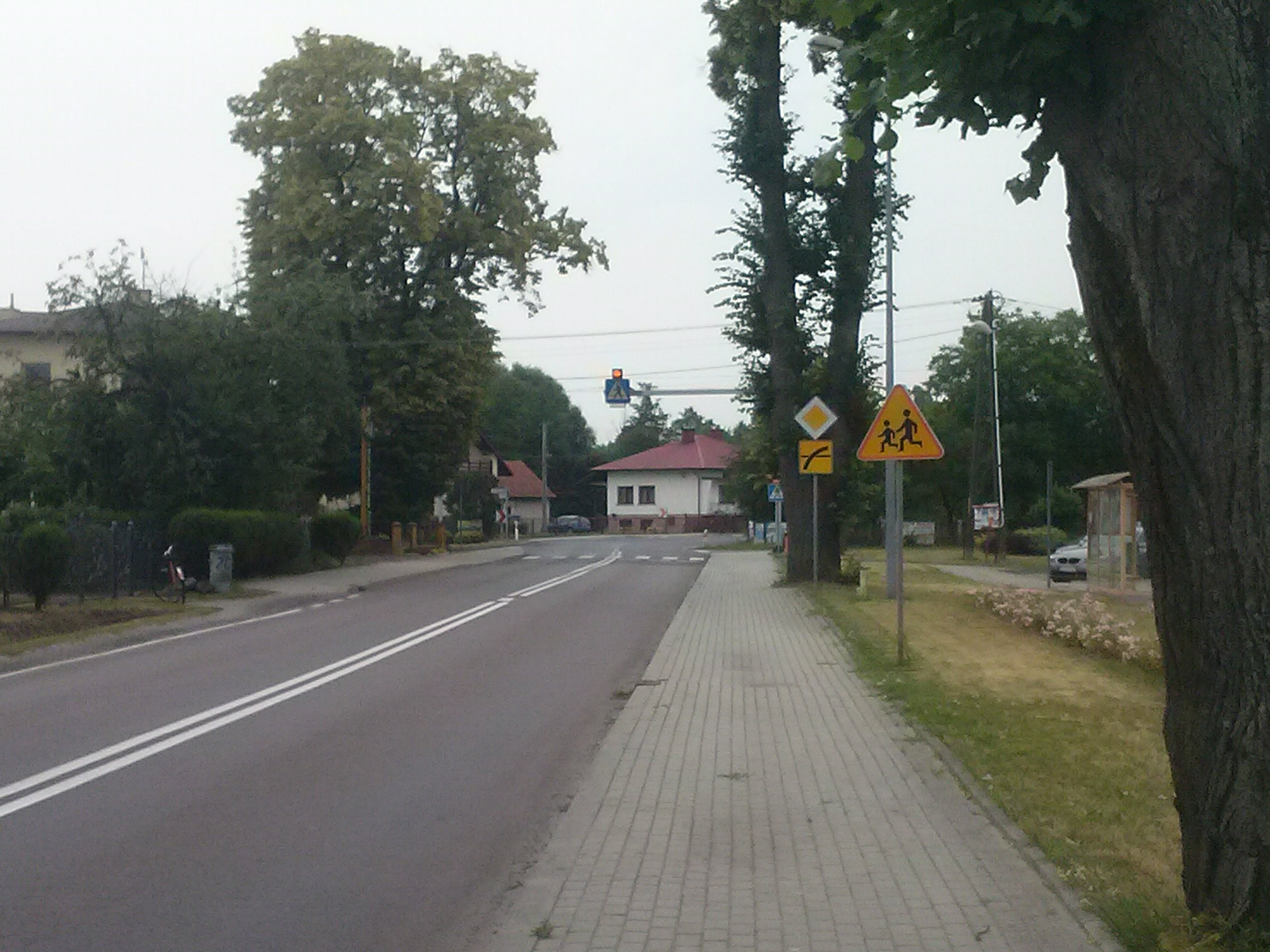
Ostry zakręt z ograniczoną widocznością na DK 77

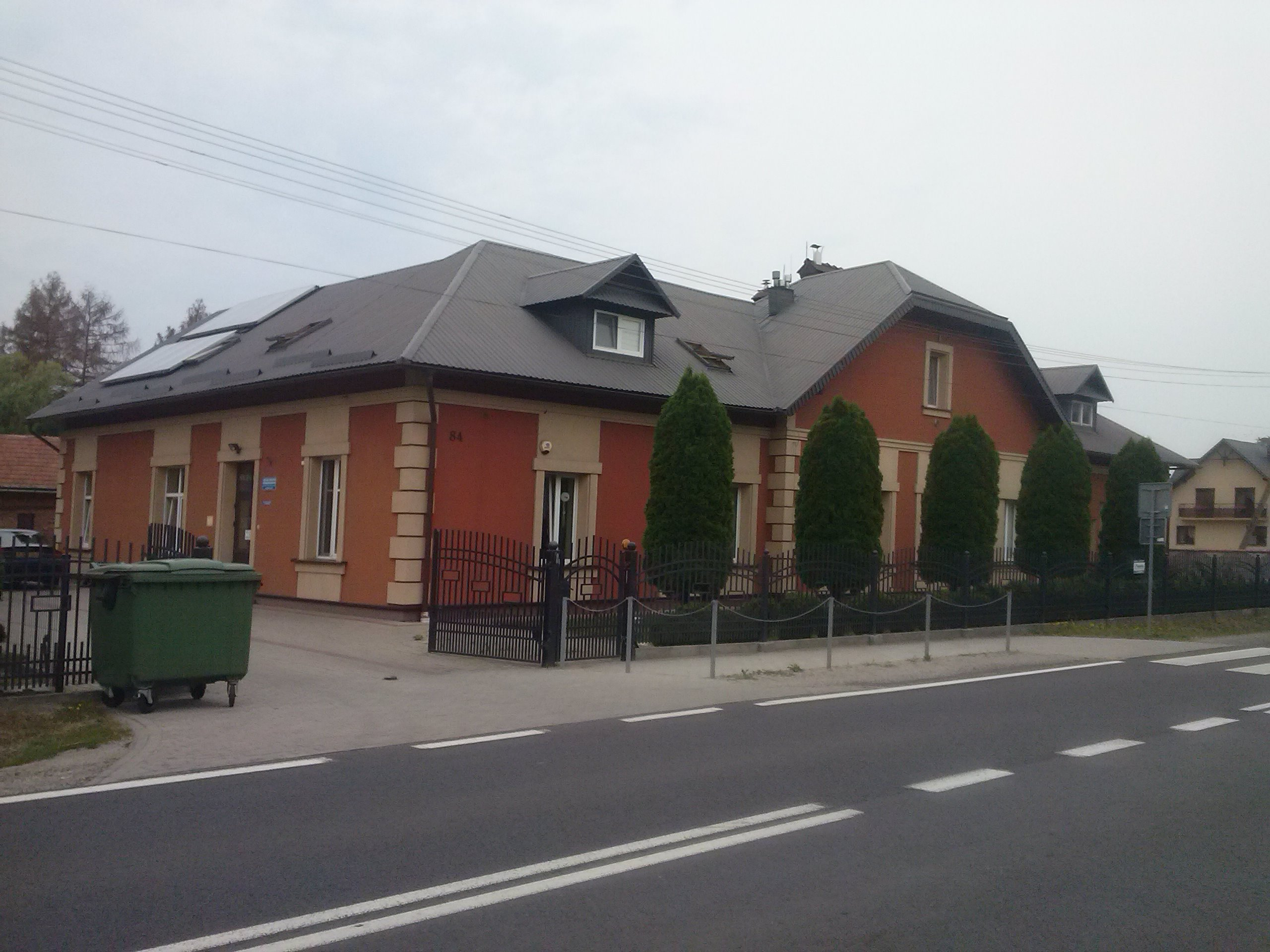
Dom zakonny KDzJ

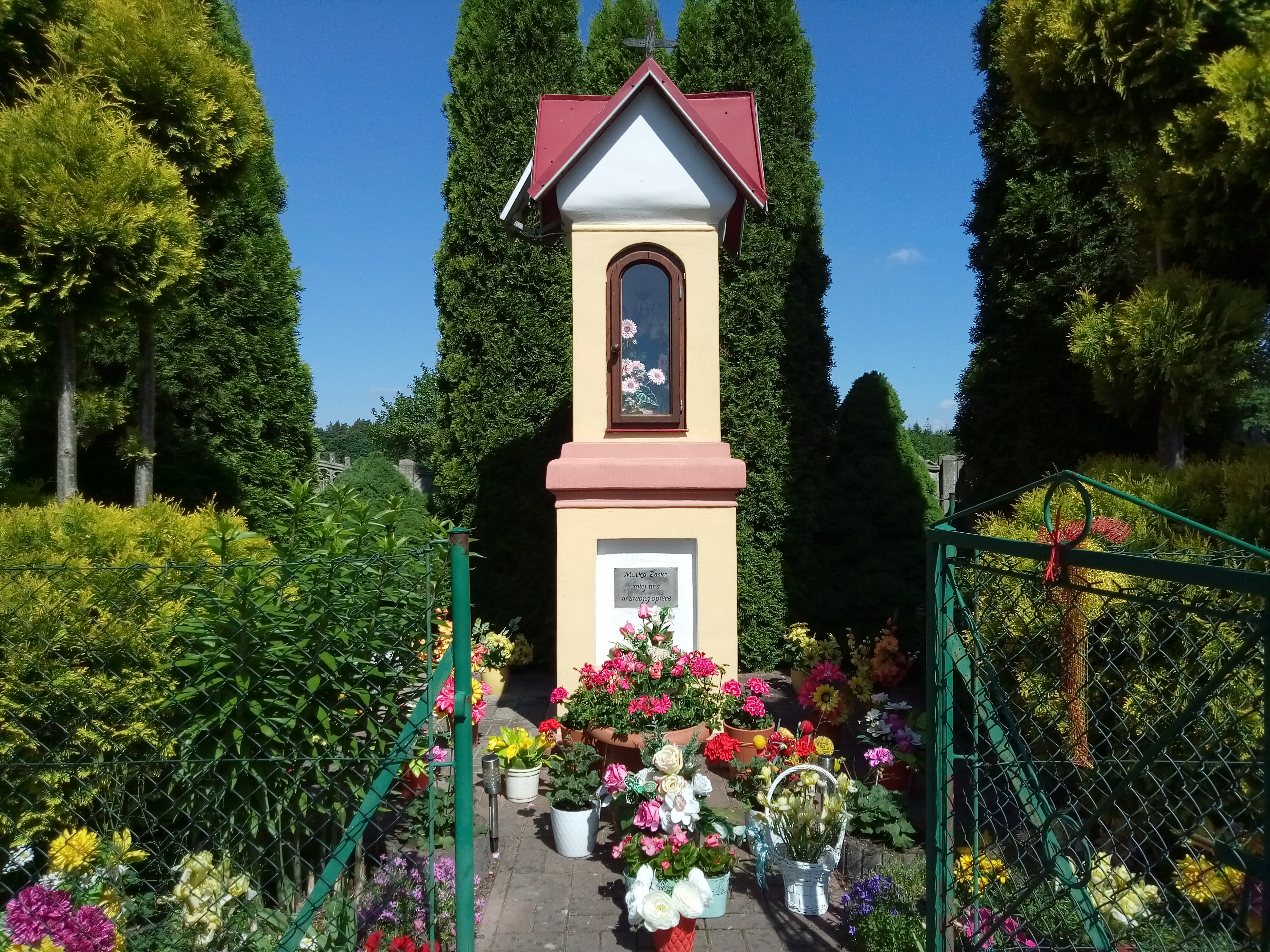
Kapliczka Matki Bożej Wspomożenia Wiernych o Wolność i Niepodległość Ojczyzny z 1938 r. w Żurawcu

Gorzyce – wieś w Polsce położona w województwie podkarpackim, w powiecie przeworskim, w gminie Tryńcza.
W latach 1975–1998 miejscowość należała administracyjnie do województwa przemyskiego.
Miejscowość jest siedzibą rzymskokatolickiej parafii pw. Najświętszego Serca Jezusowego.
W miejscowości znajduje się szkoła podstawowa im. Ojca Św. Jana Pawła II
Przez miejscowość przebiega droga krajowa nr 77 z Lipnika do Przemyśla.
Wieś jest położona wzdłuż Przykopy, która w dolnej części wsi dopływa do Sanu.

## Części wsi
| SIMC    | Nazwa     | Rodzaj    |
| ------- | --------- | --------- |
| 0612039 | Borki     | osada     |
| 0611991 | Cierpisze | część wsi |
| 0612000 | Gościniec | część wsi |
| 0612016 | Podłuże   | część wsi |
| 0612045 | Zasanie   | osada     |
| 0612022 | Żurawiec  | część wsi |

## Historia
Wieś po raz pierwszy była wzmiankowana w 1589 roku jako Wola Podsańska. Nazwa Wola to oznaczało wolność na wiele lat od czynszów na rzecz dworu i dziedzica w celu zagospodarowania się osadników w nowym miejscu. Wole otrzymywały też drugi człon przymiotnikowy, od nazwiska założyciela lub nazwy innej wsi, której była wcześniej przysiółkiem. Nazwa Wola Podsańska wskazuje na jej położenie pod Sanem. Przydatnym źródłem do poznania historii są regestra poborowe, które zapisali poborcy podatkowi Ziemi Przemyskiej.
W latach 1662 i 1674 Wolę Podsańską zapisano dwukrotnie, z czego wynika że podzielono ją na dwie części (w 1674 roku jedna część miała 71 domów, a druga część miała 34 domy).
W 1672 roku Podsańska Wola była zniszczona przez najazd Tatarów. Ocalało tylko 13 gospodarstw zagrodniczych i 1 komornicze, a pozostałe zniszczone to zagrodnicze i komornicze. Według juramentów z 1673 roku było we wsi 30 domów. Właścicielem wsi była wówczas Barbara Lubomirska.
W 1711 roku wieś była wzmiankowana jako Wola Posańska alias Buchow. W 1713 roku wieś była wzmiankowana dwukrotnie jako – Wola Posańska alias Gorzyce i Wola Posanska alias Gorzyce et Jagieła alias Wola Gorliczyńska.
Księgi gromadzkie wsi Tryńcza podają, że w 1701 roku wójtem Woli Posańskiej był Trofim Sawka. W 1723 roku wójtem Gorzyc był Marcin Kusy, a wójtem Jagieły Stanisław Jagieła. Kolejnymi wójtami w Gorzycach byli: Matwi Groch (1728, 1730, 1732) i Wojciech Mathie (1738).
W 1762 roku według wzmianki w aktach właściciela Klucza Trynieckiego Pawła Benoe mieszkańcami gromady Gorzyce byli: ks. Aleksander Bojarski, Iwan Bihajło, Fedko Bihajło, Fedkowa Bihajłowa, Maksym Bunata, Waśko Dadak, Fedko Dobieński, Iwan Dobieński, Maksym Dobieński, Franko Gliniany, Jan Gliniany, Iwan Groch, Maciek Gurak, Wojtkowa Gwóźdźka, Antoni Hojło, Daniło Hojło, Piotr Hojło, Senlu Hojło, Waśko Hojło, syn Kaczmarski, Bartek Kornafel, Jan Kornafel, Kuba Kornafel, Marcin Kornafel, Antoni Kowal, Bartek Kulpa, Jan Kulpa, Kazimierz Kulpa, Matusz Kusy, Sobek Kusy, Litwinka Wdowa, Daniło Lipski, Błazek Lniany, Krzysztof Lniany, Błazek Matyja, Sobek Matyja, Fedko Mielech, Stefan Misiło, Matusz Mrzygłód, Iwan Ochab, Piotr Ochab, Pantożycha Wdowa, Błazek Pieczek, Pieczycha Wdowa, Jan Stąbara, Michał Stąbara, Jasiej Sznaj, Maciek Świtała, Jan Torba, Jakub Torba, Wojtek Torba, Torbicha Wdowa, Iwan Waśko, Kuba Wiecheć, Wojtek Wiecheć, Ziajlicha Wdowa, Ilko Żybura, Hryc Żybura, Michał Żybura, Waśko Żybura, Żyburka Wdowa.
W latach 1817–1831 właścicielem dóbr Klucza Trynieckiego, do którego należały też Gorzyce był Wojciech Mier. Następnymi właścicielami byli: Karolina Mier (1831–1833) i Feliks Mier. W 1842 roku byli już spadkobiercy Mierów; a od 1843 roku nowym właścicielem wzmiankowany był Antoni Kellerman. W 1879 roku dobra Trynieckie były już podzielone: Maria Kellerman (Gorzyce I, Jagiełła) i Domicella Kellerman (Gorzyce II, Tryńcza, Ubieszyn, Wólka Małkowa) oraz Józef Kellerman (Wólka Ogryskowa). W roku 1890 dobra tabularne stanowiły obszar: Gorzyce I (Maria Drohojewska z Kellermanów – 311 morgi; w tym 173 morgi lasu i 113 morgi roli); Gorzyce II (Domicella Kellerman – 499 morgi; w tym 496 morgi lasu). Kolejnymi właścicielami części Gorzyce I byli kolejno: Stanisław Drohojowski i Maria Kellerman (1880–1899), Stanisław Drohojewski (1900–1901), Karol Peikart (1902), Antoni Szczekot (1903), Konwent S.S. Franciszkanek we Lwowie (Klasztor S.S. Franciszkanek Adoracji Najświętszego Sakramentu we Lwowie; w latach 1904–1906), Spadkobiercy po Marii Drohojewskiej z Kellermanów (1907–1910), Irena z Kellermanów Lityńska (1911–1930), ostatnim właścicielem był książę Andrzej Lubomirski. Właścicielami części wsi Gorzyce II byli: Domicella Kellerman, Józef hr. Banchidy, Bronisław Nowiński, a ostatnim właścicielem w latach 1922–1944 był Marian Nowiński.
W 1854 roku według dokumentów katastralnych ewidencji gruntów, wzmiankowano nazwiska mieszkańców Gorzyc. Numery domów były rozmieszczone chaotycznie bez uporządkowania, a największe zagęszczenie zwartej zabudowy było na dolnej części wsi przy Sanie. W pozostałej części zabudowy były to grupy po kilka domów. 
 W 1854 roku właścicielami domów w Gorzycach byli: Mateusz Kulpa, Kazimierz Kulpa, Michał Groch, Szymon Demczyna, Marcin Kulpa, Jan Sosnowy, Antoni Hojło, Błażej Flak, Maciej Szwacz, Jan Ogryzek, Tomasz Mach, Jędrzej Mach, Jan Misiło, Kazimierz Kornafel, Tomasz Szwacz, Jędrzej Kornafel, Jan Kornafel, Jędrzej Bihajło, Iwan Bihajło, Walenty Matyja, Iwan Bihajło, Józef Misiło, Wawrzyniec Kusy, Tomasz Kogut, Marcin Kornafel, Michał Misiło, Fedko Maksio, Iwan Groch, Antoni Matyja, Iwan Groch, Jędrzej Dadak, Cerkiew greckokatolicka, Mateusz Zamorski, Fedko Makara, Iwan Hojło, Błażej Olearka, Mateusz Misiło, Dymitr Ochab, Hawryło Sawa, Michał Hojło, Jerzy Mrugała, Antoni Bihajło, Stefan Sawa, Kazimierz Skowronek, Jan Mach, Stefan Misiło, Jędrzej Sosnowy, Ignacy Hojło, Wawrzyniec Zarzawiały, Wasyl Hojło, Stefan Hojło, Wojciech Gliniak, Oleszko Dadak, Wojciech Wojtas, Michał Malec, Józef Kubrak, Jan Żybura, Antoni Gurak, Antoni Małek, Anna Gliniany, Michał Kulpa, Ochab Cierpisz, Kacper Cierpisz, Aleksander Ochab, Iwan Hojło, Walenty Gliniany, Wawrzyniec Gliniany, Józef Gurak, Katarzyna Gliniak, Jan Gliniak, Walenty Kowal, Sebastian Ogryzek, Sebastian Wiecheć, Marcin Hanejko, Wojtek Wiecheć, Wojciech Wiecheć, Stanisław Wiecheć, Mateusz Kowal, Albert Kowal, Antoni Matyja, Marcin Olearka, Tomasz Pieczek, Teresa Haraś, Mateusz Duży, Antoni Duży, Mateusz Gwóźdź, Helena Turek, Michał Sosnowy, Marcin Ficek, Stanisław Gurak, Maria Hanejko, Marcin Gwóźdź, Bartłomiej Gwóźdź, Sebastian Hanejko, Kazimierz Turek, Marcin Hanejko, Jan Pucia, Stanisław Pucia, Józef Hanejko, Marcin Hanejko, Jan Pieczek, Bartłomiej Pieczek, Jakub Pieczek, Jan Joniec, Jakub Pieczek, Wawrzyniec Świtała, Franciszek Pruchnicki, Wojciech Siwik, Wojciech Ogryzek, Jan Torba, Jędrzej Hanejko, Marcin Mielech, Jan Turek, Wojciech Papin, Jan Wątroba, Sebastian Babski, Piotr Drzystek, Mateusz Duży, Antoni Duży.
W 1887 roku na terenie Gorzyc zbudowano powiatową drogę kamienną z Przeworska przez Jagiełłę, Gorzyce, San i Leżachów do Sieniawy.
W 1934 roku powstała Gmina (zbiorowa) Tryńcza, w której skład weszły dotychczasowe gminy (jednostkowe): Głogowiec, Gniewczyna Łańcucka, Gniewczyna Tryniecka, Gorzyce, Jagiełła, Tryńcza, Ubieszyn, Wólka Małkowa i Wólka Ogryzkowa. W latach 1932–1934 liczba grekokatolików w Gorzycach zmniejszyła się z 317 do 224 wiernych. W 1921 roku w Gorzycach było 231 domów, a w Wólce Ogryzkowej było 50 domów. W 1939 roku w Gorzycach było 240 grekokatolików (w tym 10 ukraińsko-języcznych i 230 polsko-języcznych), 480 rzymsko-katolików w parafii gniewczyńskiej, 215 rzymsko-katolików w parafii trynieckiej i 5 rodzin żydowskich.
15 września 1939 roku oddziały niemieckie przeprawiające się przez San z Gorzyc do Leżachowa wizytował Adolf Hitler. W październiku na Sanie powstała linia demarkacyjna III Rzesza – ZSRR, a w 1940 roku w centrum Gorzyc, Niemcy zbudowali dwie drewniane strażnice wojskowe. W połowie lipca 1944 roku podczas frontu Armia Radziecka zbudowała na Sanie nowy most drewniany. 26 października 1945 roku most został spalony, w celu zabezpieczenia ludności przed napadem band nacjonalistycznych i rabunkowych.
Na terenie Gminy Tryńcza, a także w wielu miejscach na Podkarpaciu działały oddziały tzw. „dzikiej partyzantki”, które dokonywały mordów i napadów rabunkowych na Ukraińcach i miejscowych Polakach. 2 marca 1945 roku w Woli Buchowskiej dokonano mordu na trzech grekokatolikach, a także w lesie koło Tryńczy dokonano licznych mordów rabunkowych na Polakach powracających z robót przymusowych z Niemiec. W kwietniu 1945 roku na Ukrainę wysiedlono z Gorzyc i Woli Buchowskiej 181 osób z 39 domów.
W latach 1954–1972 w Gorzycach istniała tzw. gromada Gorzyce, która obejmowała: Gorzyce, Jagiełłę i Wólkę Ogryzkową. Od 1973 roku wieś należy do Gminy Tryńcza. W Gorzycach był też młyn, należący do Ordynacji Lubomirskich z Przeworska, a po II wojnie światowej był w posiadaniu rodziny Cegielskich, później upaństwowiony, a po 1980 roku został zniszczony w wyniku pożaru. 27 lipca 1980 roku podczas „powodzi stulecia” zostały zalane tereny mieszkalne i rolne w pobliżu Sanu. Zalaniu uległo 31 gospodarstw w przysiółku Dół i 5 gospodarstw w Leżachowie-Osadzie oraz pastwisko wiejskie i tereny rolne, a ludność została ewakuowana.
W 1989 roku wykonano gazyfikację wsi. Bardzo zasłużył się dla miejscowej społeczności sołtys Zbigniew Ficek, za jego kadencji poczyniono wiele potrzebnych inwestycji wiejskich: telefonizacja (1992), wodociąg (1995), scalenie gruntów (1994–1997), budowa kościoła (1995–2001), kanalizacja (2008), remiza strażacka, szkolna hala sportowa (2012).
10 września 2023 roku przejeżdżali przez Gorzyce do cmentarza wojennego ofiar hitleryzmu w Jagielle-Niechciałkach: Prezydent RP Andrzej Duda, prefekt watykańskiej Dykasterii Spraw Kanonizacyjnych kard. Marcello Semeraro, metropolita łódzki kard. abp Grzegorz Ryś oraz naczelny Rabin Polski Michael Schudrich.

## Kościół
W 1723 roku w Gorzycach została zbudowana drewniana cerkiew greckokatolicka pw. Podwyższenia Krzyża Świętego. W 1830 roku w greckokatolickiej kapelanii Gorzyce było 531 wiernych w Gorzycach, Woli Buchowskiej, Ubieszynie i Tryńczy.
W latach 1944–1945 było wiele incydentów zbrojno-rabunkowych na ludności greckokatolickiej, a na wiosnę 1945 roku cerkiew została spalona przez partyzanta. Ukraińsko-języczni grekokatolicy zostali wysiedleni, a pozostali polskojęzyczni grekokatolicy przyjęli wyznanie rzymskokatolickie. Parochia została zlikwidowana, a pozostała tylko murowana plebania, która w 1945 roku przejęta przez nowo powstałą parafię rzymskokatolicką w Gorzycach.
Wieś Gorzyce należała do rzymskokatolickiej parafii w Gniewczynie Łańcuckiej. W 1925 roku książę Andrzej Lubomirski w swojej prywatnej posiadłości w Gorzycach założył kaplicę filialną. W 1928 roku dolna część Gorzyc została przydzielona do nowej Tryńczy (około 300 wiernych). Po II wojnie światowej pozostały poniemieckie drewniane baraki, z których jeden zaadaptowano na kościół parafialny, a drugi na szkołę powszechną.
Ekspozytura w Gorzycach została erygowana dekretem bpa Franciszka Bardy 11 lipca 1945 roku, a potwierdzonego 13 września 1945 roku i objęła Gorzyce z parafii gniewczyńskiej oraz część Woli Buchowskiej z parafii Wólka Pełkińska. 6 grudnia 1945 roku dodano dolną część Gorzyc z parafii trynieckiej. Od 1970 roku w parafii posługują siostry zakonne Karmelitanki Dzieciątka Jezus.
W 1995 roku podjęto decyzję o budowie nowego kościoła wraz z plebanią w centrum wioski. Kościół zbudowano w latach 1997–2001, a 19 sierpnia 2001 roku odbyło się jego poświęcenie, którego dokonał abp Józef Michalik.

## Oświata

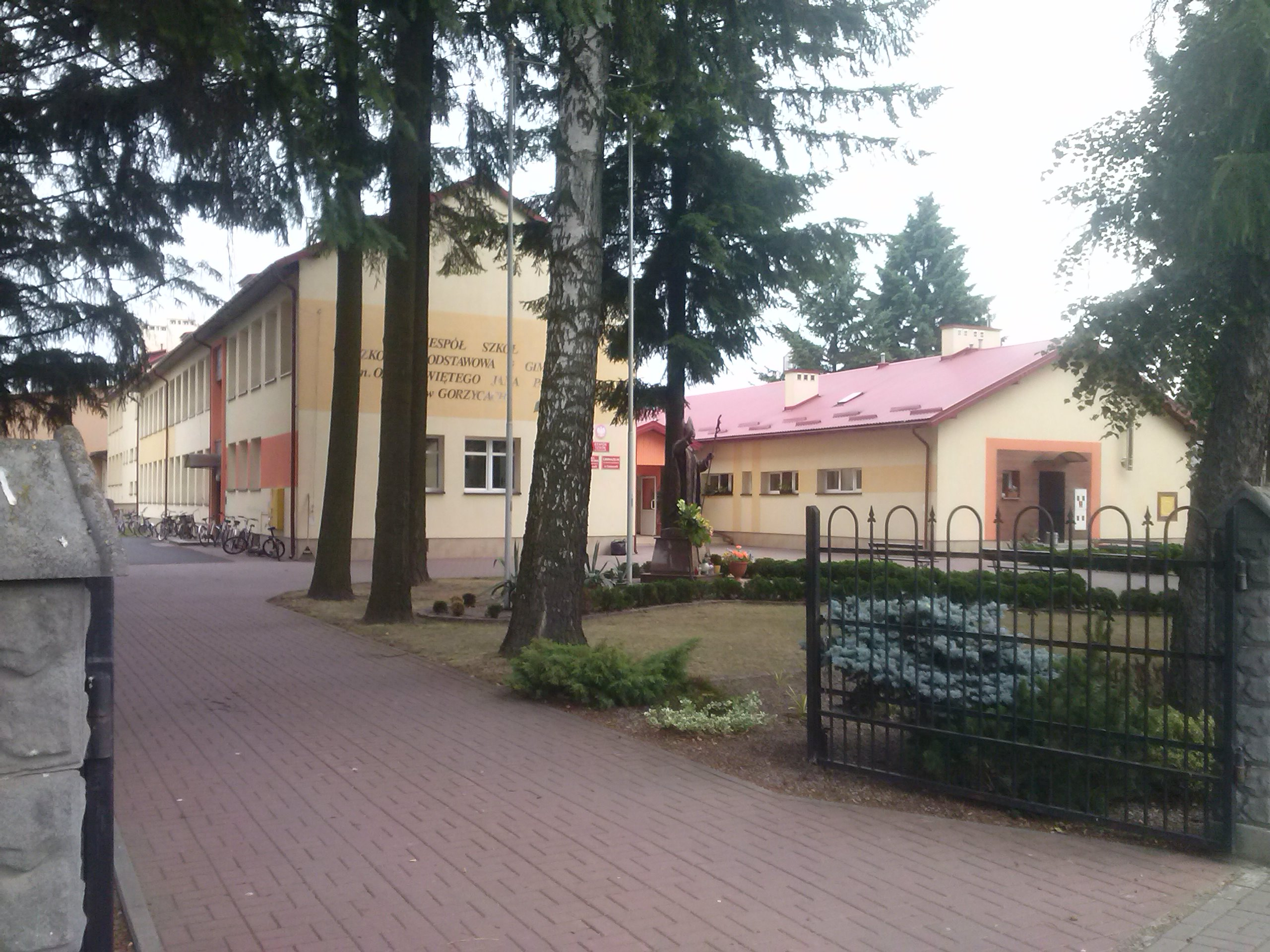
Szkoła podstawowa w Gorzycach

W latach 1893–1895 zbudowano murowany budynek szkolny. Na podstawie uchwały C.k. Rady szkolnej krajowej z dnia 27 maja 1895 roku, została w Gorzycach utworzona szkoła 1-klasowa, która rozpoczęła działalność 1 września 1895 roku.
W 1939 roku na skutek działań wojennych szkoła została zniszczona. Po wyzwoleniu tych terenów spod okupacji faszystowskiej (27 lipca 1944 roku), pozostały poniemieckie drewniane baraki wojskowe, z których pierwszy zaadaptowano na kościół parafialny, a drugi na szkołę powszechną. W 1965 roku oddano do użytku nowy murowany budynek szkolny tzw. „Tysiąclatka”.

## Sport
W Gorzycach działa klub sportowy „San Gorzyce”, który został utworzony w 1956 roku. W latach 2020–2024 „San” grał w Klasie Okręgowej grupy jarosławskiej.
| Tabela rozgrywek ligowych: „San Gorzyce” (1991–2024)         | Tabela rozgrywek ligowych: „San Gorzyce” (1991–2024) | Tabela rozgrywek ligowych: „San Gorzyce” (1991–2024) | Tabela rozgrywek ligowych: „San Gorzyce” (1991–2024) | Tabela rozgrywek ligowych: „San Gorzyce” (1991–2024) | Tabela rozgrywek ligowych: „San Gorzyce” (1991–2024) | Tabela rozgrywek ligowych: „San Gorzyce” (1991–2024) | Tabela rozgrywek ligowych: „San Gorzyce” (1991–2024) | Tabela rozgrywek ligowych: „San Gorzyce” (1991–2024) | Tabela rozgrywek ligowych: „San Gorzyce” (1991–2024) |
| Sezon                                                        | Pozycja                                              | Liga                                                 | Pkt                                                  | Mecze                                                | Mecze                                                | Mecze                                                | Bramki                                               | Bramki                                               | Awanse Spadki                                        |
| Sezon                                                        | Pozycja                                              | Liga                                                 | Pkt                                                  | zwy.                                                 | rem.                                                 | por.                                                 | zdob.                                                | stra.                                                | Awanse Spadki                                        |
| ------------------------------------------------------------ | ---------------------------------------------------- | ---------------------------------------------------- | ---------------------------------------------------- | ---------------------------------------------------- | ---------------------------------------------------- | ---------------------------------------------------- | ---------------------------------------------------- | ---------------------------------------------------- | ---------------------------------------------------- |
| 1991/1992                                                    | 12                                                   | Klasa A - grupa III (przeworska)                     | 15                                                   |                                                      |                                                      |                                                      |                                                      |                                                      | spadek do Kl. B                                      |
| 1992/1993                                                    |                                                      | Klasa B - grupa III (przeworska)                     |                                                      |                                                      |                                                      |                                                      |                                                      |                                                      | awans do Kl. A                                       |
| 1993/1994                                                    | 12                                                   | Klasa A - grupa przeworska                           | 14                                                   |                                                      |                                                      |                                                      |                                                      |                                                      |                                                      |
| 1994/1995                                                    | 12                                                   | Klasa A - grupa przeworska                           | 13                                                   |                                                      |                                                      |                                                      |                                                      |                                                      |                                                      |
| 1995/1996                                                    | 11                                                   | Klasa A - grupa przeworska                           | 10                                                   |                                                      |                                                      |                                                      |                                                      |                                                      |                                                      |
| 1996/1997                                                    | 10                                                   | Klasa A - grupa przeworska                           | 20                                                   | 6                                                    | 2                                                    | 14                                                   | 28                                                   | 113                                                  |                                                      |
| 1997/1998                                                    | 11                                                   | Klasa A - grupa przeworska                           | 16                                                   | 5                                                    | 1                                                    | 16                                                   | 28                                                   | 78                                                   |                                                      |
| 1998/1999                                                    | 10                                                   | Klasa A - grupa przeworska                           | 22                                                   | 6                                                    | 4                                                    | 12                                                   | 32                                                   | 54                                                   |                                                      |
| 1999/2000                                                    | 7                                                    | Klasa A - grupa przeworska                           | 27                                                   | 8                                                    | 3                                                    | 11                                                   | 41                                                   | 45                                                   |                                                      |
| 2000/2001                                                    | 1                                                    | Klasa B - grupa przeworska                           | 47                                                   | 14                                                   | 5                                                    | 1                                                    | 63                                                   | 25                                                   |                                                      |
| 2001/2002                                                    | 9                                                    | Klasa A - grupa przeworska                           | 34                                                   | 10                                                   | 4                                                    | 12                                                   | 56                                                   | 55                                                   |                                                      |
| 2002/2003                                                    | 7                                                    | Klasa A - grupa przeworska                           | 37                                                   | 12                                                   | 1                                                    | 13                                                   | 58                                                   | 60                                                   |                                                      |
| 2003/2004                                                    | 7                                                    | Klasa A - grupa przeworska                           | 35                                                   | 10                                                   | 5                                                    | 11                                                   | 41                                                   | 40                                                   |                                                      |
| 2004/2005                                                    | 5                                                    | Klasa A - grupa przeworska                           | 43                                                   | 13                                                   | 4                                                    | 9                                                    | 57                                                   | 39                                                   |                                                      |
| 2005/2006                                                    | 6                                                    | Klasa A - grupa przeworska                           | 41                                                   | 12                                                   | 5                                                    | 9                                                    | 58                                                   | 38                                                   |                                                      |
| 2006/2007                                                    | 7                                                    | Klasa A - grupa przeworska                           | 35                                                   | 8                                                    | 11                                                   | 7                                                    | 34                                                   | 34                                                   |                                                      |
| 2007/2008                                                    | 11                                                   | Klasa A - grupa przeworska                           | 31                                                   | 10                                                   | 1                                                    | 15                                                   | 35                                                   | 52                                                   |                                                      |
| 2008/2009                                                    | 9                                                    | Klasa A - grupa przeworska                           | 31                                                   | 9                                                    | 4                                                    | 13                                                   | 39                                                   | 50                                                   |                                                      |
| 2009/2010                                                    | 9                                                    | Klasa A - grupa przeworska                           | 36                                                   | 10                                                   | 6                                                    | 10                                                   | 44                                                   | 46                                                   |                                                      |
| 2010/2011                                                    | 3                                                    | Klasa A - grupa przeworska                           | 46                                                   | 13                                                   | 7                                                    | 6                                                    | 53                                                   | 30                                                   |                                                      |
| 2011/2012                                                    | 2                                                    | Klasa A - grupa przeworska                           | 53                                                   | 17                                                   | 2                                                    | 7                                                    | 63                                                   | 29                                                   |                                                      |
| 2012/2013                                                    | 3                                                    | Klasa A - grupa przeworska                           | 50                                                   | 15                                                   | 5                                                    | 6                                                    | 57                                                   | 32                                                   |                                                      |
| 2013/2014                                                    | 2                                                    | Klasa A - grupa przeworska                           | 50                                                   | 16                                                   | 2                                                    | 8                                                    | 68                                                   | 40                                                   |                                                      |
| 2014/2015                                                    | 3                                                    | Klasa A - grupa przeworska                           | 42                                                   | 13                                                   | 3                                                    | 10                                                   | 51                                                   | 56                                                   |                                                      |
| 2015/2016                                                    | 9                                                    | Klasa A - grupa przeworska                           | 33                                                   | 9                                                    | 6                                                    | 11                                                   | 48                                                   | 50                                                   |                                                      |
| 2016/2017                                                    | 7                                                    | Klasa A - grupa przeworska                           | 35                                                   | 10                                                   | 5                                                    | 11                                                   | 63                                                   | 56                                                   |                                                      |
| 2017/2018                                                    | 6                                                    | Klasa A - grupa przeworska                           | 45                                                   | 14                                                   | 3                                                    | 9                                                    | 56                                                   | 36                                                   |                                                      |
| 2018/2019                                                    | 5                                                    | Klasa A - grupa przeworska                           | 51                                                   | 15                                                   | 6                                                    | 5                                                    | 79                                                   | 35                                                   |                                                      |
| 2019/2020                                                    | 1                                                    | Klasa A - grupa przeworska                           | 30                                                   | 10                                                   | 0                                                    | 3                                                    | 43                                                   | 21                                                   | awans do Kl. O                                       |
| 2020/2021                                                    | 14                                                   | Klasa O - grupa jarosławska                          | 48                                                   | 15                                                   | 3                                                    | 20                                                   | 81                                                   | 87                                                   |                                                      |
| 2021/2022                                                    | 6                                                    | Klasa O - grupa jarosławska                          | 53                                                   | 16                                                   | 5                                                    | 13                                                   | 59                                                   | 57                                                   |                                                      |
| 2022/2023                                                    | 7                                                    | Klasa O - grupa jarosławska                          | 40                                                   | 11                                                   | 7                                                    | 12                                                   | 60                                                   | 83                                                   |                                                      |
| 2023/2024                                                    | 15                                                   | Klasa O - grupa jarosławska                          | 5                                                    | 1                                                    | 2                                                    | 27                                                   | 32                                                   | 161                                                  | spadek do Kl. A                                      |
| 2024/2025                                                    | 6                                                    | Klasa A - grupa przeworska                           | 39                                                   | 11                                                   | 6                                                    | 11                                                   | 60                                                   | 64                                                   |                                                      |
| źródło: Życie Przemyskie (1995–2002), 90minut.pl (2002–2025) |                                                      |                                                      |                                                      |                                                      |                                                      |                                                      |                                                      |                                                      |                                                      |

## Osoby związane z miejscowością
- Henryk Ficek – wojewoda rzeszowski w latach 1981–1990.

## Mapy katastralne z 1852

Legenda
1. Gorzyce - Borki
2. Gorzyce - Dół
3. Las dworski Jagiellówka - północ
5. Gorzyce
6. Las dworski Jagiellówka - południe
7. Podłuże
8. Cierpisze - przymiarki